# Saint-Beauzire (Puy-de-Dôme)
Saint-Beauzire ist eine Gemeinde mit 2210 Einwohnern (Stand: 1. Januar 2022) im zentralfranzösischen Département Puy-de-Dôme in der Region Auvergne-Rhône-Alpes. Die Gemeinde gehört zum Arrondissement Riom und zum Kanton Gerzat (bis 2015: Kanton Ennezat).

## Lage
Saint-Beauzire liegt etwa 10 Kilometer nordöstlich von Clermont-Ferrand am Bedat und seinen Zuflüssen Gensat und Maréchot. Umgeben wird Saint-Beauzire von den Nachbargemeinden Riom im Norden und Nordwesten, Ennezat im Norden und Nordosten, Chappes im Osten und Nordosten, Lussat im Osten und Südosten, Malintrat im Süden, Gerzat im Südwesten sowie Ménétrol im Westen und Nordwesten.
Durch die Gemeinde führt die Autoroute A71.

## Weblinks

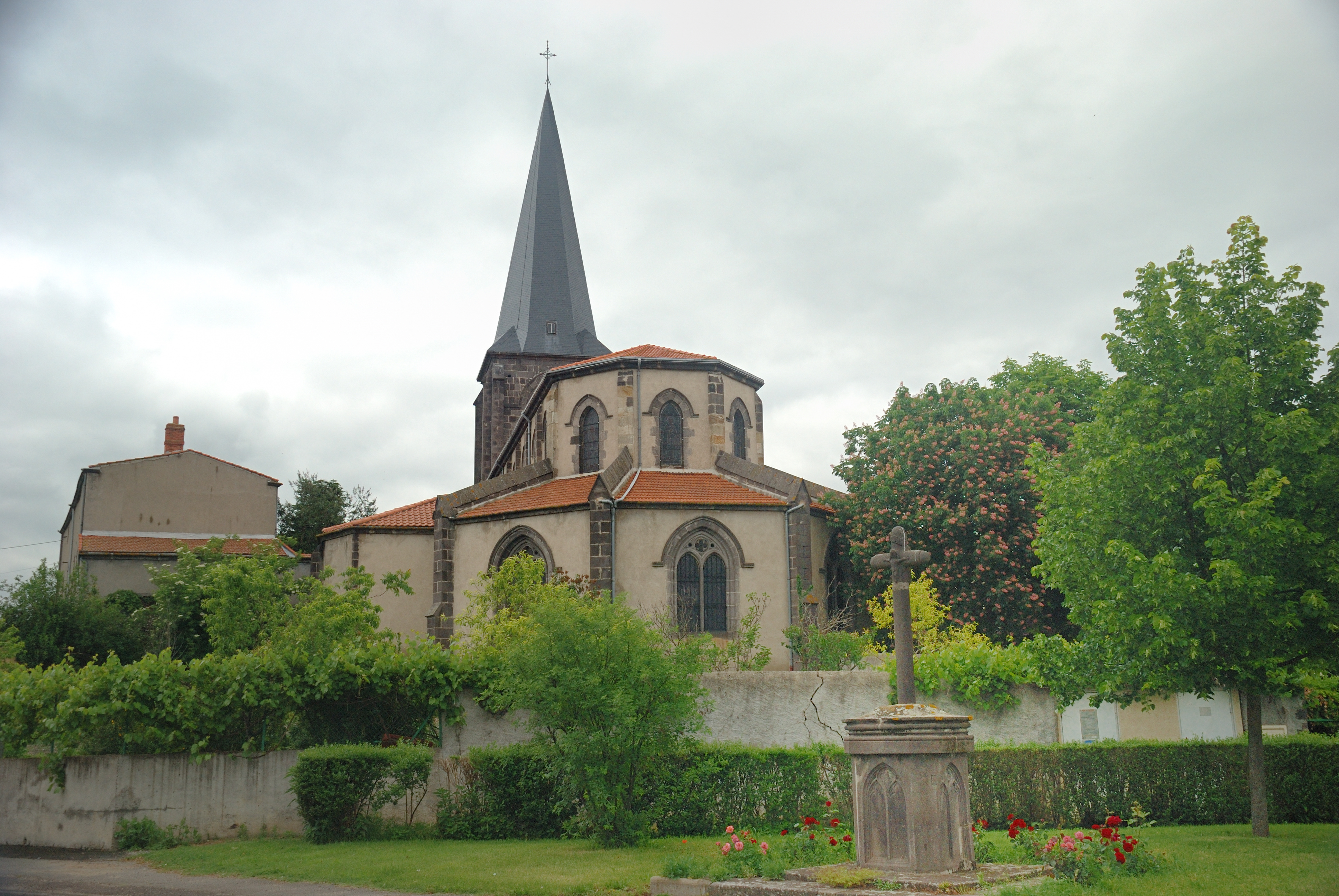
Kirche in Saint-Beauzire

## Bevölkerungsentwicklung
| Jahr                       | 1962 | 1968 | 1975 | 1982 | 1990 | 1999 | 2006 | 2012 |
| Einwohner                  | 940  | 1010 | 1400 | 1607 | 1872 | 1857 | 2046 | 2104 |
| Quellen: Cassini und INSEE |      |      |      |      |      |      |      |      |

## Sehenswürdigkeiten
- Kirche Saint-Beauzire
- Schloss Les Pradeaux
- Kreuz von Targnat
- Taubenschlag